# Khách sạn Saigon Morin
Khách sạn Saigon Morin là một khách sạn 4 sao toạ lạc ở số 30, đường Lê Lợi, phường Phú Hội, quận Thuận Hóa, thành phố Huế. Nằm trong số những khách sạn lâu đời nhất Việt Nam, Saigon Morin có lịch sử từ năm 1901, do doanh nhân người Pháp Henri Bogaert xây dựng. Grand Hôtel de Hué sau đó được nhượng lại cho Alphonse Guérin, và là khách sạn duy nhất của thành phố khi ấy. Năm 1906, gia đình Morin mua lại khách sạn, mở ra một thời kỳ huy hoàng kéo dài cho đến khi người Pháp rời Việt Nam. Từng là một khách sạn sang trọng và lớn bậc nhất ở Đông Dương, khách sạn Morin từng đón tiếp rất nhiều người nổi tiếng trong khoảng thời gian giữa hai cuộc thế chiến.
Những giai đoạn tiếp theo, khách sạn Morin chịu nhiều hư hại và thay đổi. Nơi đây từng là trụ sở của trường Đại học Huế, trước khi trở lại thành một khách sạn giá rẻ dành cho những du khách ngoại quốc ít tiền. Năm 1994, khách sạn được Tổng công ty Du lịch Sài Gòn tái thiết và mở cửa trở lại vào năm 1997 với tên khách sạn Saigon Morin. Ngày nay, Saigon Morin là một trong những khách sạn 4 sao hàng đầu tại Huế. Khách sạn có tổng diện tích gần 8.000 mét vuông, với hệ thống 183 phòng ngủ, 3 nhà hàng, 3 phòng hội nghị, một sân vườn diện tích 1.500 mét vuông cùng các quầy bar, hồ bơi và nhiều dịch vụ tiện ích khác.

## Địa điểm
Khách sạn Saigon Morin toạ lạc ở khu vực trung tâm thành phố, bên bờ nam sông Hương, giới hạn bởi bốn con phố: Lê Lợi, Hùng Vương, Trương Định và Hoàng Hoa Thám. Có thể nói Saigon Morin là một trong những công trình có vị trí đẹp bậc nhất ở thành phố Huế. Các phòng khách sạn phía đường Lê Lợi nhìn ra dòng sông Hương, còn lối vào sảnh chính nằm ở điểm giao của đường Lê Lợi, đường Hùng Vương và lối lên cây cầu Trường Tiền nổi tiếng.
Không xa khách sạn, trên con phố Lê Lợi còn có thể thấy các địa chỉ quan trọng như trường Đại học Sư phạm Huế, sở Y tế, sở Giáo dục và Đào tạo, bệnh viện Trung ương Huế, Ủy ban nhân dân tỉnh, trường THPT Hai Bà Trưng, trường THPT chuyên Quốc Học Huế. Đối diện khách sạn qua phố Lê Lợi là công viện Tứ Tượng nằm dọc sông Hương, địa điểm của các bảo tàng như trung tâm Nghệ thuật Điềm Phùng Thị, bảo tàng Văn hóa Huế, trung tâm Nghệ thuật Lê Bá Đảng... Đường Hùng Vương cũng là một trong những tuyến phố chính của thành phố Huế, với các công trình lớn như khách sạn Imperial, Vincom Plaza, Tỉnh ủy Thừa Thiên Huế, trung tâm Văn hóa Thông tin tỉnh Thừa Thiên Huế, khách sạn Indochine Palace.

## Lịch sử

### Dòng họ Morin
Vào cuối thế kỷ 19, hai anh em người Pháp Arthur và Aimé Morin, tình nguyện đến làm nghĩa vụ quân sự ở Bắc Kỳ, Đông Dương. Họ là hai người anh lớn nhất trong một gia đình nông dân nghèo gồm bảy người con, đến từ ngôi làng nhỏ Mesnay, gần Arbois thuộc tỉnh Jura. Hết hạn quân ngũ, hai người quyết định ở lại định cư rồi chuyển toàn bộ gia tộc tới Đông Dương, đầu tiên là Émile và Laure Morin, rồi tới Wladimir và Amélie vào năm 1898. Tuy vậy, cuộc sống của họ trên vùng đất mới vẫn tiếp tục khó khăn. Hai cô em gái và hai người em trai nhỏ tuổi nhất làm việc trong các cửa hiệu Honoré Debeaux ở Hải Phòng và Godart ở Hà Nội với mức lương chỉ vài đồng Đông Dương. Còn Émile làm cảnh sát ở Hà Nội, dùng một phần thu nhập của mình để trợ giúp gia đình.
Tới năm 1902, Émile, Wladimir, Laure và Amélie, chuyển đến định cư ở Tourane, tức Đà Nẵng ngày nay. Họ tiếp quản cơ sở kinh doanh của Benjamin Gassier, trải dọc theo bờ sông Tourane, và lập nên Société Morin Frères. Wladimir, với phẩm chất của một nhà tổ chức và năng khiếu kinh doanh bẩm sinh, là nhân tố chính trong giai đoạn thành công ban đầu này. Cột mốc đáng nhớ tiếp theo là năm 1905, khi Wladimir gặp Jeanne Derobert. Cô là con gái độc nhất của ông Derobert, một nhà công nghiệp trong ngành tơ của Lyon, và vợ, một người Việt gốc Hoa. Wladimir trước đó đã làm quen với ông Derobert ở Huế. Mối quan hệ với cô con gái khiến Wladimir nhận được sự hỗ trợ đáng kể từ Derobert, trước cả khi Wladimir và Jeanne kết hôn vào năm 1914.
Chỉ trong vài năm sau khi chuyển vào Đà Nẵng, doanh nghiệp của nhà Morin trở nên thịnh vượng và họ mua lại, trở thành chủ sở hữu của khách sạn Guérin ở Huế vào năm 1906.

### Khách sạn Guérin
Khi Émile và Wladimir Morin mua lại khách sạn Guérin, đó là khách sạn duy nhất của thành phố. Toà nhà này được xây dựng vào năm 1901 bởi Henri Bogaert, một sĩ quan từng tham gia đánh chiếm Huế năm 1885. Trước đó, sau khi giải ngũ, Bogaert ở lại Đông Dương và khởi nghiệp kinh doanh. Ông đã mua nhà máy gạch ngói Long Thọ, nơi từng sản xuất vật liệu phục vụ xây dựng những cung điện và lăng tẩm ở Huế, từ vua Gia Long đến vua Tự Đức. Bogaert biến cơ sở sản xuất này thành một nhà máy xi măng hiện đại và dùng lợi nhuận xây nên những toà nhà đầu tiên của khách sạn Grand Hôtel de Hué. Địa điểm mà Bogaert lựa chọn là một khu đất nằm bên hữu ngạn sông Hương, ngay lối vào cầu Trường Tiền, cây cầu duy nhất nối khu vực thành phố bản địa với hoàng thành Huế phía bên kia sông.
Cũng trong năm 1901, Alphonse Guérin mua lại khách sạn, khi đó bao gồm 14 phòng, cửa hàng, phòng sau, phòng ăn, nhà bếp, nhà kho và nhà phụ. Guérin đã biến nơi đây thành một địa điểm lưu trú và thương mại, với hàng hoá bán trực tiếp và cả dịch vụ đặt mua hàng qua bưu điện. Vào thời điểm được nhượng lại cho nhà Morin vào cuối năm 1906, khách sạn Guérin, hay Grand Hôtel Guérin de Hué, là nơi lui tới của những người Pháp hiếm hoi ở Huế, như các kỹ sư và kỹ thuật viên xây dựng đường sắt và nhà ga Huế. Nhưng điều gây ấn tượng hơn cả là danh mục "Đặt hàng qua thư" mà Alphonse Guérin đã phát triển. Các mặt hàng được đặt bao gồm từ vũ khí săn bắn đến rượu vang, nước khoáng, gan ngỗng, xe đạp, mũ, giày dép và xi măng.

### Khách sạn Morin
Khách sạn Morin ở Huế, hay Grand Hôtel Morin de Hué, là khách sạn thứ hai của nhà Morin, sau Grand Hôtel de Tourane ở Đà Nẵng được mua lại từ năm 1904. Họ đã lập nên hệ thống khách sạn đầu tiên ở Việt Nam, tiếp tục được mở rộng với các cơ sở ở Bà Nà, Quy Nhơn, Nha Trang và Bạch Mã. Trong số này, khách sạn Morin ở Huế giữ vai trò như "gương mặt" của toàn chuỗi khách sạn. Wladimir Morin đã phát triển khách sạn Morin theo hình mẫu của La Samaritaine, cửa hàng lớn bên bờ sông Seine ở Paris. Bên cạnh các chức năng khách sạn, cửa hàng và nhà hàng, khách sạn Morin còn có rạp chiếu phim, văn phòng du lịch, cơ sở sản xuất kem, cửa hiệu may, trạm thư tín... Quy mô lưu trú của khách sạn cũng không ngừng tăng lên, từ 40 phòng vào năm 1924, lên 50 phòng vào năm 1929, 65 phòng vào năm 1931, 75 phòng vào năm 1933, rồi 140 phòng vào năm 1936.
Trong khoảng thời gian giữa hai cuộc chiến, khách sạn Morin, nhờ mối liên hệ chặt chẽ với chính quyền thành phố, được xem như trung tâm văn hoá của đời sống thuộc địa. Chuỗi khách sạn của nhà Morin cung cấp những dịch vụ vô cùng phong phú nếu so với các khách sạn khác ở Đông Dương khi đó. Nơi đây tổ chức các buổi tiếp đón, chiếu phim, triển lãm, hội thảo... đồng thời là một đại cửa hàng, có khả năng đáp ứng tất cả các yêu cầu của khách. Cửa hàng của khách sạn Morin đã từng trưng một biểu ngữ: "Chúng ta có thể được sinh ra trong một chiếc nôi của Morin và chết trong một chiếc quan tài của Morin". Wladimir Morin cũng đã mua lại phần lớn các tòa nhà bằng đá của thành phố rồi cho thuê lại. Người ta nói rằng, từ thập niên 1930 cho đến trước chiến tranh, hầu như toàn bộ những người châu Âu sống ở Huế hay quá cảnh ở thành phố này đều được gia đình Morin tiếp đón.
Có thể hình dung bầu không khí bao trùm khách sạn vào thời kỳ đó: các nhân vật tiếng tăm của thành phố tụ họp ở khách sạn Morin khi trời vừa tối để gặp gỡ, trò chuyện hoặc nhân dịp đại tiệc đón tiếp một vị khách nổi tiếng. Rạp chiếu phim Cinéma Morin, nằm bên trong tòa nhà chính, ở vị trí của phòng hội thảo ngày nay, mở cửa hai buổi tối mỗi tuần. Thư viện của khách sạn cũng luôn thu hút độc giả lui tới. Khách sạn Morin còn đảm nhiệm vai trò "nhà khách" của Chính phủ Nam triều đồng thời là văn phòng du lịch của vùng, điểm xuất phát trực tiếp của các chuyến tham quan và du ngoạn. Trong cuốn sổ vàng không may đã bị thất lạc, khách sạn đã lưu lại những chữ ký lừng danh: Joseph Joffre; Ferdinand Foch; André Malraux; Sylvain Lévi; Léopold Michel Cadière; Pierre Pasquier; Charlie Chaplin; Sisowath; Louis Finot; Paul Reynaud.

### Sau năm 1945
Sau khi Jeanne qua đời năm 1925 rồi Wladimir qua đời năm 1943, ba người con của họ, Henri, René và Edmond, kế tục quyền quản lý khách sạn Morin. Đây là thời kỳ khó khăn của khách sạn, ảnh hưởng bởi chiến tranh và sự chiếm đóng của quân đội Nhật Bản. Từ ngày 20 tháng 12 năm 1946 đến ngày 5 tháng 2 năm 1947, khách sạn Morin là một trong những doanh trại được bảo vệ nghiêm ngặt hoặc nơi tập trung các công dân và quân nhân Pháp bị Việt Minh vây hãm. Sau sự kiện này, khách sạn bị phá huỷ và đốt cháy một phần. Tháng 7 năm 1951, gia đình Morin ký kết văn bản bán lại khách sạn cho Nguyễn Văn Yến, một doanh nhân người Việt.
Năm 1957, chính quyền Việt Nam Cộng hòa, với sự tham dự trực tiếp của Ngô Đình Cẩn, đã tịch thu toàn bộ khách sạn làm cơ sở cho trường Đại học Huế. Trong sự kiện Tết Mậu Thân năm 1968, khách sạn Morin một lần nữa chịu những tổn thất nặng nề. Sau năm 1975, nơi đây tiếp tục giữ vai trò cơ sở đào tạo của trường Đại học Tổng hợp Huế. Đến năm 1989, toà nhà với sơ sở vật chất đã xuống cấp được chuyển giao cho sở Du lịch Thừa Thiên Huế, trở thành một khách sạn bình dân dành cho những du khách ngoại quốc ít tiền.
Từ đầu thập niên 1990, du khách quốc tế bắt đầu tìm đến Việt Nam ngày một đông và năm 1993, Quần thể di tích Cố đô Huế được UNESCO xếp hạng di sản thế giới. Trước làn sóng du lịch mới, năm 1994, tỉnh Thừa Thiên Huế liên doanh cùng với Tổng công ty Du lịch Sài Gòn tái thiết lại khách sạn. Cuộc trùng tu kết thúc sau ba năm, một khách sạn tiêu chuẩn 3 sao đưa vào hoạt động trở lại với cái tên mới "Khách sạn Saigon Morin". Khách sạn sau đó tiếp tục được nâng cấp một lần nữa, và trở thành khách sạn 4 sao vào tháng 10 năm 2002.

## Kiến trúc
Nhìn tổng thể, khách sạn Saigon Morin có bố cục hình chữ nhật với sân trong ở giữa. Các dãy nhà trên đường Lê Lợi và Trương Định dài khoảng 140 mét, trong khi các dãy nhà trên đường Hùng Vương và Hoàng Hoa Thám dài gần 60 mét. Tuy vậy, nếu nhìn từ phía lối lên cầu Trường Tiền vào mặt chính công trình, có thể thấy khách sạn mang tính đăng đối theo phong cách kiến trúc Tân cổ điển. Các trang trí mặt đứng sử dụng thức cột cổ điển Corinth của Hy Lạp cùng với những trang trí gờ chỉ trên dưới. Khách sạn Morin trước kia chỉ có hai tầng, nhưng sau khi trùng tu, khách sạn được nâng cấp thành bốn tầng như hiện nay. Phong cách kiến trúc của khách sạn Saigon Morin hiện tại còn mang hơi hướng của phong cách kiến trúc Art Deco với vật liệu mới như hệ thống mảng kính ở cửa sổ, hoa văn lan can sắt trang trí ở các ban công.

## Dịch vụ và tiện nghi

### Phòng khách sạn
Khách sạn Saigon Morin có 183 phòng nghỉ, với sáu hạng phòng. Tất cả các phòng đều có sàn gỗ, phòng tắm lát đá cẩm thạch, nội thất mang phong sách cổ điển. Tuỳ thuộc hạng phòng, cửa sổ hoặc ban công của phòng có thể nhìn ra sông Hương, đường phố hoặc hồ bơi hay khuôn viên của khách sạn. Các phòng nghỉ của Saigon Morin đều có diện tích khá rộng. Trong khi diện tích tiêu chuẩn phòng đôi của khách sạn 4 sao ở Việt Nam là 25 mét vuông, các phòng đôi của khách sạn Saigon Morin có diện tích từ 40 đến 50 mét vuông. Các phòng đặc biệt của Saigon Morin có diện tích từ 60 đến 120 mét vuông, còn diện tích tiêu chuẩn chỉ là 41 mét vuông.
| Hệ thống phòng của Saigon Morin |          |               |           |
| Loại phòng                      | Số phòng | Loại giường   | Diện tích |
| Colonial Deluxe                 | 21       | Twin & Double | 040 m²    |
| Premium City Deluxe             | 96       | Twin & Double | 045 m²    |
| Premium River Deluxe            | 48       | Twin & Double | 050 m²    |
| Colonial Suite                  | 5        | King          | 060 m²    |
| Morin Suite                     | 8        | King          | 100 m²    |
| Executive Suite                 | 5        | King          | 120 m²    |

### Nhà hàng và quầy bar
Khách sạn Saigon Morin có một hệ thống nhà hàng và quầy bar lớn và khá đa dạng. Banquet & Jules Ferry, nhà hàng lớn nhất của Saigon Morin, có diện tích hơn 700 mét vuông. Nhà hàng này nằm ở tầng trệt, trong dãy nhà dọc theo đường Lê Lợi, con phố trước kia từng mang tên của Jules Ferry, Thủ tướng Pháp cuối thế kỷ 19. Le Rendez-vous nằm trong khu vườn trong khuôn viên khách sạn, là nơi thường dành cho các tiệc nướng hoặc buffet, có thể phục vụ 400 thực khách.
Nhà hàng Le Royal được dành riêng cho những bữa tiệc cung đình, nơi thực khách được khoác lên mình bộ trang phục cung đình với các vai vua, hoàng hậu, bá quan văn võ. Thực đơn cho bữa tiệc thường gồm 8 món, trình bày như yến tiệc xưa và được phục vụ trong không gian mô phỏng lại kiến trúc cung đình Huế. Trong suốt buổi tiệc, thực khách còn được thưởng thức các tiết mục âm nhạc cung đình và ca Huế.
| Nhà hàng và quầy bar của Saigon Morin |                       |                                     |
| Tên                                   | Vị trí                | Phục vụ                             |
| Lobby Bar                             | Sảnh lễ tân           | Đồ uống và các món ăn nhẹ           |
| Pool Bar                              | Hồ bơi                | Đồ uống và các món ăn nhẹ           |
| Le Panorama Bar                       | Tầng ba               | Món ăn nhẹ                          |
| Le Royal Restaurant                   | Tầng trệt             | Ẩm thực cung đình                   |
| Le Rendez-vous Restaurant             | Tầng trệt, ngoài trời | Buffet, BBQ                         |
| Banquet & Jules Ferry Restaurant      | Tầng trệt             | Ẩm thực châu Âu, châu Á và Việt Nam |

### Phòng họp và sự kiện
Dành cho các sự kiện, khách sạn Saigon Morin có ba phòng hội nghị Le Cinéma, Le Royal và Banquet. Trong đó Le Cinéma có sức chứa lớn nhất, có thể lên đến 250 khách. Nhà hàng Banquet & Jules Ferry cũng có thể sử dụng như một phòng hội nghị với sức chứa lên đến 300 người. Saigon Morin từng là địa điểm tổ chức những hội nghị quốc tế lớn như hội nghị Liên minh Nghị viên Á – Âu ASEP III, hội nghị Liên minh Nghị viện các nước nói tiếng Pháp APPF, và hội nghị Bộ trưởng Du lịch châu Á – Thái Bình Dương.
| Phòng hội nghị của Saigon Morin |            |           |              |              |            |              |
| Tên phòng                       | Kích thước | Diện tích | Kiểu lớp học | Kiểu rạp hát | Kiểu chữ U | Kiểu ăn tiệc |
| Le Cinéma                       | 25 x 12    | 300 m²    | 150 khách    | 250 khách    | 80 khách   | 200 khách    |
| Le Royal                        | 15 x 6     | 090 m²    | 40 khách     | 50 khách     | 30 khách   | 40 khách     |
| Banquet                         | 21 x 12    | 252 m²    | 60 khách     | 80 khách     | 40 khách   | 80 khách     |
| Banquet & Jules Ferry           | 59 x 12    | 708 m²    | 250 khách    | 300 khách    | 120 khách  | 450 khách    |

## Khách trọ nổi tiếng
Khách sạn Morin với lịch sử hơn một thế kỷ, từng đón tiếp và phục vụ nhiều nhân vật nổi tiếng. Grand Hôtel Morin de Hué từng là khách sạn lớn và sang trọng nhất của thành phố, vì thế các vị khách giàu có và danh tiếng khi đến thăm Huế thường lựa chọn lưu trú lại ở đây. Charlie Chaplin và Paulette Goddard đã nghỉ tại khách sạn trong chuyến đi tuần trăng mật của mình vào tháng 4 năm 1936. Sau khi vua Bảo Đại thoái vị năm 1945, Hoàng hậu Nam Phương cùng chồng và các con chuyển đến sống ở cung An Định. Tuy vậy một thời gian sau, bà chuyển tới sống ở khách sạn Morin cho đến khi sang Pháp vào năm 1947. Kể từ khi được trùng tu và mở cửa lại vào năm 1997, khách sạn Saigon Morin tiếp tục được nhiều người nổi tiếng lựa chọn.
| Những khách trọ nổi tiếng của Saigon Morin |                             |
| Joseph Joffre                              | Thống chế Pháp              |
| Ferdinand Foch                             | Thống chế Pháp              |
| André Malraux                              | Nhà văn, chính trị gia Pháp |
| Sylvain Lévi                               | Nhà Đông phương học         |
| Léopold Michel Cadière                     | Linh mục, nhà truyền giáo   |
| Pierre Pasquier                            | Toàn quyền Đông Dương       |
| Charlie Chaplin                            | Diễn viên người Anh         |
| Paulette Goddard                           | Diễn viên người Mỹ          |
| Sisowath                                   | Vua của Campuchia           |
| Louis Finot                                | Nhà khảo cổ học Pháp        |
| Paul Reynaud                               | Thủ tướng Pháp              |
| Nam Phương                                 | Hoàng hậu Việt Nam          |
| François Fillon                            | Thủ tướng Pháp              |
| Lim Chae-jung                              | Chủ tịch Quốc hội Hàn Quốc  |
| Anne Marit Bjørnflaten                     | Chính trị gia Na Uy         |
| Bernadette Chirac                          | Phu nhân Tổng thống Pháp    |